# Мачиліпатнам
Мачиліпатнам (англ. Machilipatnam) — місто в індійському штаті Андхра-Прадеш. Адміністративний центр округу Кришна. Середня висота над рівнем моря — 13 метрів. За даними перепису 2001 року, у місті проживало 183 370 чоловік, з яких чоловіки становили 50%, жінки — відповідно 50%. Рівень писемності дорослого населення становив 69% (при загально індійському показнику 59,5%). Рівень писемності серед чоловіків становив 73%, серед жінок — 65%. 10% населення було молодшим за 6 років.